# Chen Bingde
Chen Bingde (chinois simplifié : 陈炳德 ; chinois traditionnel : 陳炳德) est un général de l'Armée populaire de libération Chinoise né en juillet 1941 à Nantong, dans la province du Jiangsu. Il participe activement au programme spatial de la Chine.

## Biographie
Il rejoint le Parti communiste chinois (PCC) en 1962 et est membre de la Commission Militaire Centrale Chinoise  depuis 2004. Il était l'ancien chef du District militaire de Nanjing, une région cruciale de la stratégie militaire Chinoise en raison de sa proximité avec l'île de Taïwan.
De 2007 jusqu'au 25 octobre 2012, il est le chef d'état-major de l'armée chinoise. Il est alors remplacé par le général Fang Fenghui. 